# پل بولشوی اوستینسکی
پل بولشوی اوستینسکی (روسی: Большой Устьинский мост) یک پل قوسی فولادی است که بر روی رودخانه مسکوا در نزدیکی دهانه رودخانه یاوزا قرار دارد و بلوار رینگ را به منطقه زاموسکورچیه در مسکو، روسیه متصل می‌کند. این پل در ماه مه ۱۹۳۸ توسط وی ام خوورکین (مهندسی سازه)، جی‌پی‌گولتس و دی ام سوبولف (طراحی معماری) تکمیل شد.
این شهر توسط سه پل کوچک‌تر احاطه شده است، دو پل از روی یاوزا و یکی از روی کانال وودوتوودنی: پل مالی اوستینسکی، پل آستاخوفسکی (یائوزسکی)، پل کومیساریاتسگی، که در این صفحه نیز توضیح داده شده‌اند.

## تاریخچه

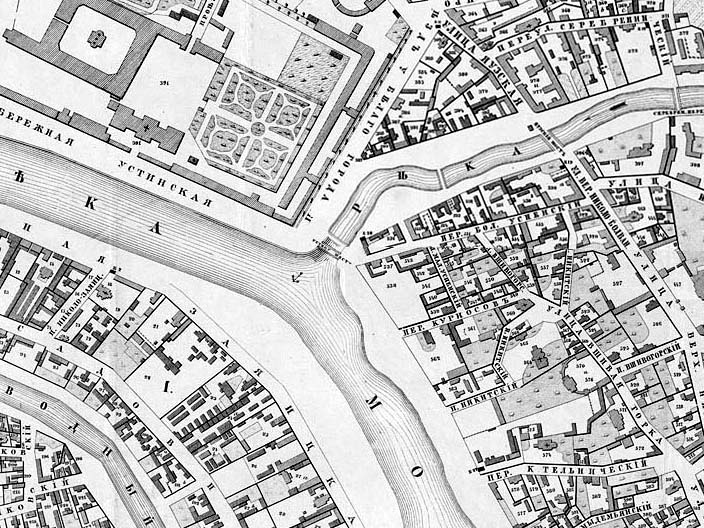
محل پل‌های اوستینسکی، ۱۸۵۳، از اطلس خوتف. سازه بزرگ در ربع بالا سمت چپ، خانه کودکان بی‌سرپرست (یتیم‌خانه، ۱۷۶۳–۱۷۷۰) است.

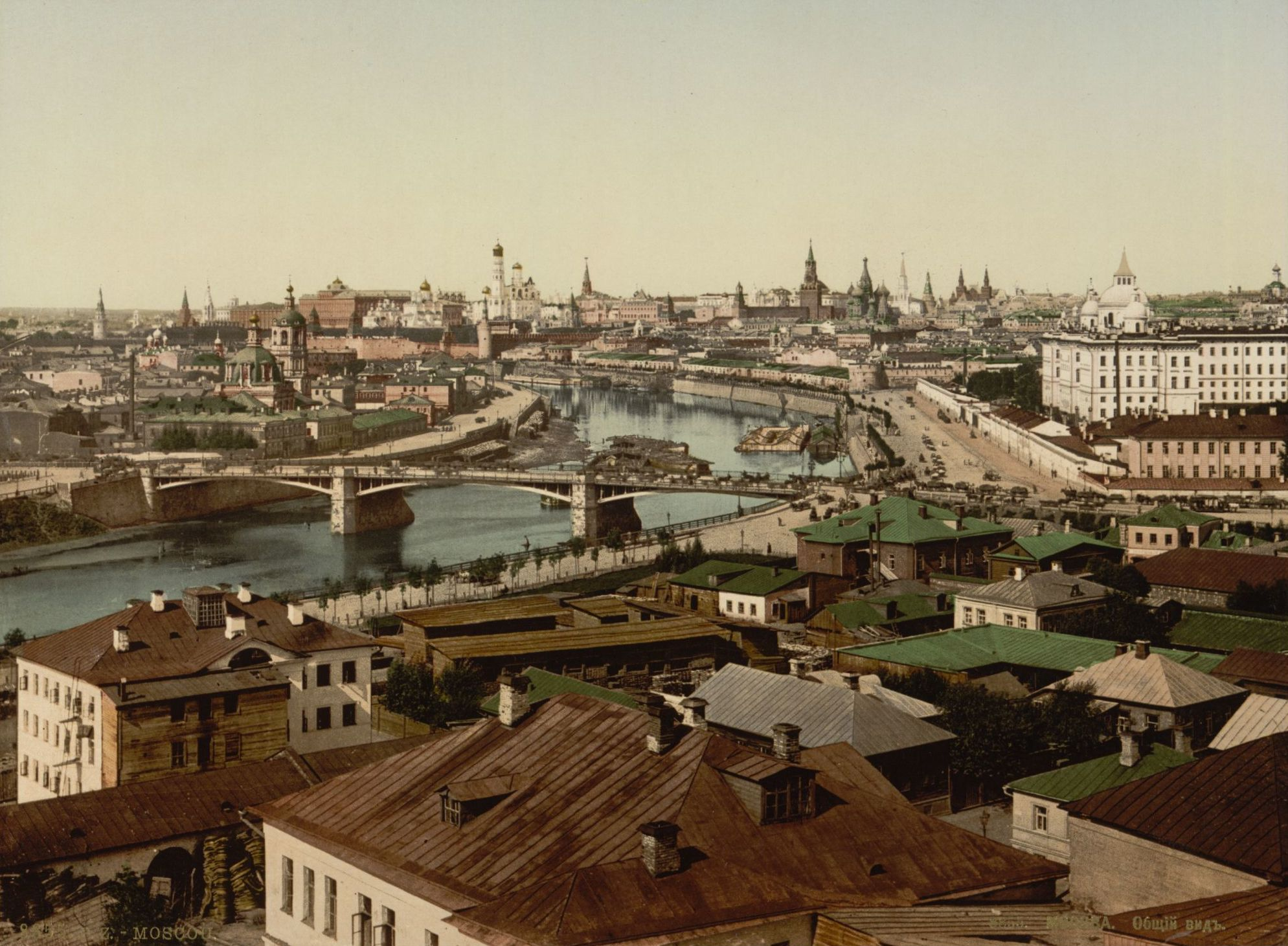
نمایی از پل اوستینسکی، پرورشگاه و کرملین در سال ۱۸۸۱. کارت پستالی از عکسی که قبل از سال ۱۸۸۷، زمانی که اولین نیروگاه برق ساخته شد، گرفته شده است.

اولین پل اوستینسکی بر روی رودخانه مسکوا در سال ۱۸۸۱، با طراحی قوسی سه دهانه بسیار رایج توسط ونسپیر ساخته شد. سه دهانه به طول ۳۹٫۵، ۴۴٫۵ و ۳۹٫۵ متر و عرض ۱۹٫۲ متر (۴ خط، شامل دو مسیر تراموا) بودند. هر دهانه توسط ۱۲ قوس پرچ شده معلق بود. تمام پل‌های مرکز شهر که در سال‌های ۱۸۸۰ تا ۱۹۱۱ بر روی رودخانه مسکوا ساخته شدند، از این شکل سه دهانه پیروی می‌کردند. هیچ‌کدام به شکل اصلی خود باقی نمانده‌اند بورودینسکی، نووسپاسکی هنوز روی ستون‌های اصلی قرار دارند، اما قوس‌ها با تیرهای صفحه‌ای جایگزین شده‌اند). همان‌طور که عکس آرشیو نشان می‌دهد، ترافیک پل و خاکریز در یک سطح از یکدیگر عبور می‌کنند. این احتمالاً مهم‌ترین دلیل جایگزینی پل در دهه ۱۹۳۰ بود (سایر دلایل، عرض ناکافی و فضای کافی برای حمل و نقل بود).
رودخانه یاوزای سفلی از قرون وسطی پل‌ها، سدها و آسیاب‌های آبی متعددی داشته است. نقشه شهر در سال ۱۸۵۳ در مجموع چهار گذرگاه از این دست را نشان می‌دهد. یکی از آنها در نهایت بدون جایگزینی تخریب شد، سه پل دیگر (از غرب به شرق) با پل‌های امروزی مالی اوستینسکی، آستاخوفسکی (یائوزسکی) و تِسینسکی مطابقت دارند. مهم‌ترین آنها، پل یاوزسکی، که مرکز شهر را به جاده‌های شرقی متصل می‌کند، در سال ۱۸۰۴ با سنگ بازسازی شد. در سال ۱۸۱۲، این پل در مسیر عقب‌نشینی ارتش روسیه هنگام تخلیه مسکو پس از نبرد بورودینو قرار داشت. پل یاوزسکی پس از کشته شدن ایتاستاخوف، رهبر کارگران فولاد بر روی پل در جریان یک راهپیمایی در ۲۸ فوریه ۱۹۱۷، به آستاخوفسکی تغییر نام داد. این عنوان تا به امروز رسمی است.
قبل از جنگ جهانی دوم، برنامه‌ریزان شهری قصد داشتند حلقه بلوار را با اتصالی از طریق زاموسکورچیه تکمیل کنند. این امر مستلزم پلی با ظرفیت ترافیکی بالاتر بود، بنابراین پل بولشوی اوستینسکی جایگزین ساخته شد. پل مالی اوستینسکی و پل یاوزسکی (آستاخوفسکی) نیز تخریب و با همان استاندارد ظرفیت بالا بازسازی شدند. اتصال حلقه هرگز تکمیل نشد. طرح کلی برنامه‌ریزی شده آن را می‌توان به‌طور مبهم توسط زنجیره‌ای از ساختمان‌های بزرگ استالینیستی در نزدیکی ایستگاه متروی ترتیاکوفسکایا ردیابی کرد. ترافیک از طریق پل بولشوی اوستینسکی نسبتاً کم است (برخلاف پل‌های شلوغ یاوزا).

## پل بولشوی اوستینسکی (۱۹۳۸)

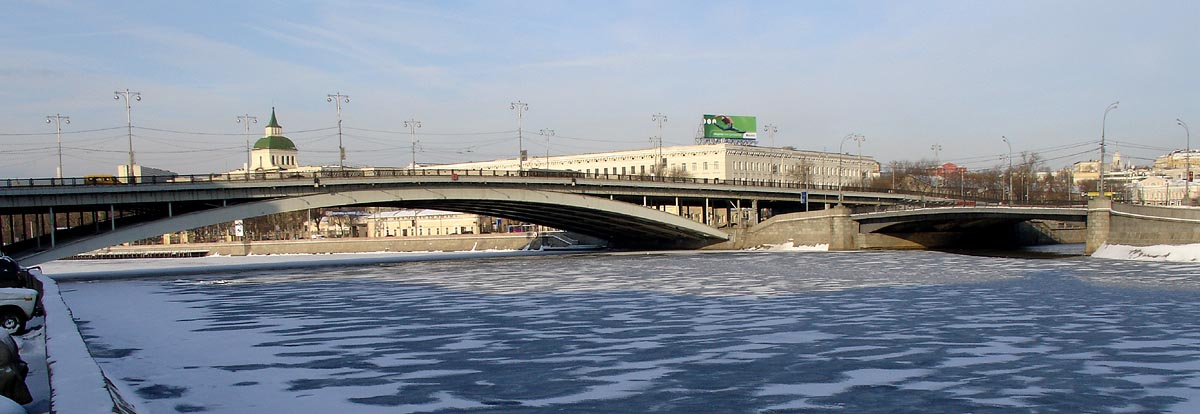
پل‌های بولشوی و مالی اوستینسکی

این پل ۴۰ متر عرض و ۴۷۸ متر طول دارد؛ دهانه اصلی آن ۱۳۴ متر طول دارد و دارای شش قوس فولادی موازی است (فرمول دهانه ۵۰٫۵ + ۱۳۴٫۰ + ۵۰٫۵ متر). عرشه ارتوتروپیک توسط تیرهای شکل پشتیبانی می‌شود؛ شش خط جاده و دو مسیر تراموا روی یک جداکننده برجسته وجود دارد. دو ویژگی این پل را منحصر به فرد می‌کند:
- هیچ ستون سنگی عظیمی وجود ندارد: طاق‌ها بر روی ستون‌های کوتاهی قرار گرفته‌اند که از سطح خیابان بیرون نزده‌اند. هر ستون بر روی یک تخته سنگ مسطح به ابعاد ۳۱٫۲ در ۴۰٫۰ متر قرار دارد.
- این تنها پل اصلی مرکز شهر است که ترافیک تراموا (مسیرهای آ، ۳، ۳۹) را حفظ می‌کند. – آخرین و تنها خط تراموا در داخل گاردن رینگ.

پل بولشوی اوستینسکی در سال‌های ۱۹۹۹–۲۰۰۰ بازسازی شد و عرشه جاده با یک نوع ارتوتروپیک بهبود یافته و سبک‌تر جایگزین شد. این پل تمام جزئیات سازه‌ای اصلی خود را حفظ کرد.

## پل کومیساریا (۱۹۲۷)

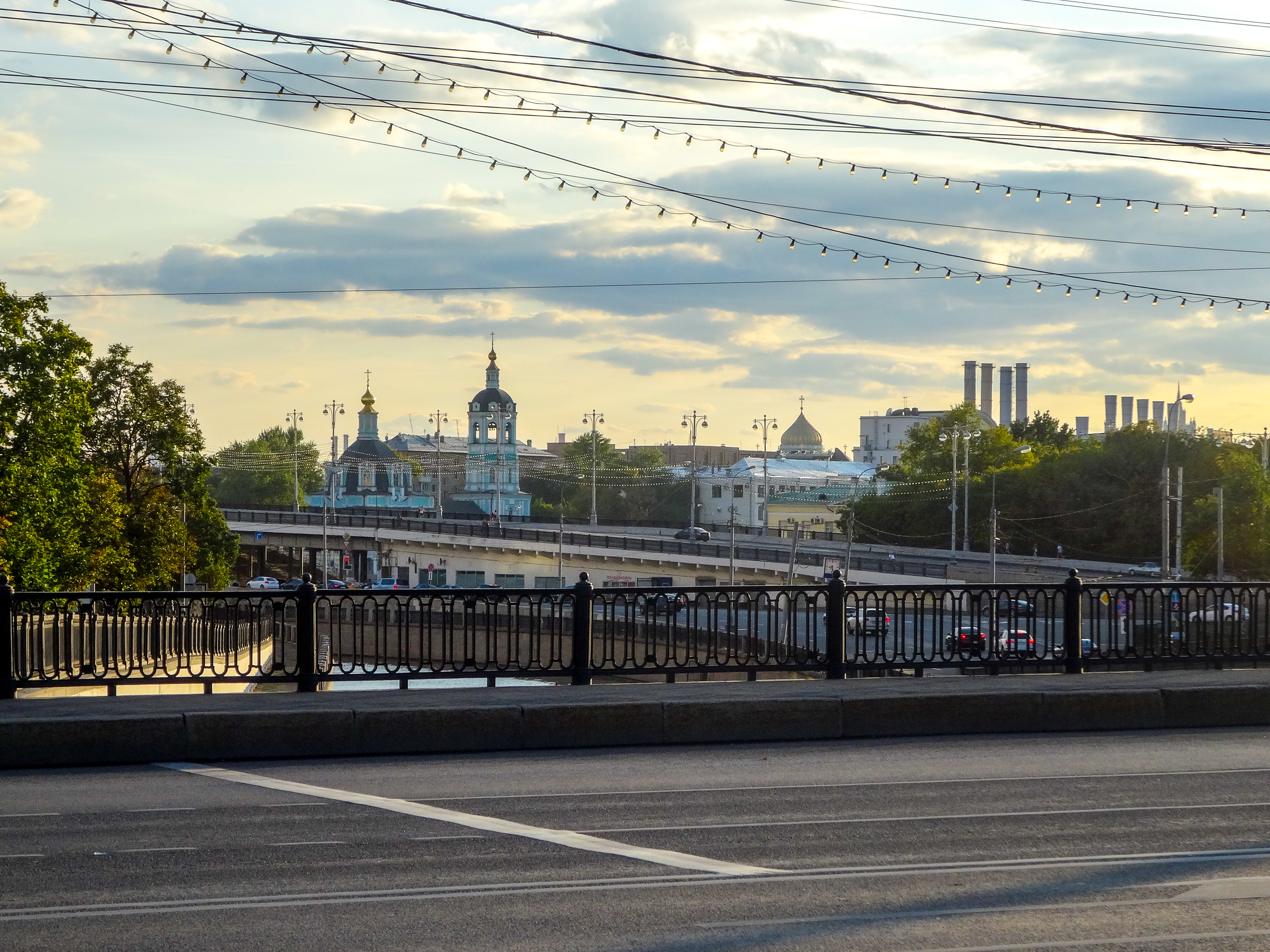
منظره از پل آستاخوفسکی تا پل بولشوی اوستیینسکی. ژوئیه ۲۰۱۴

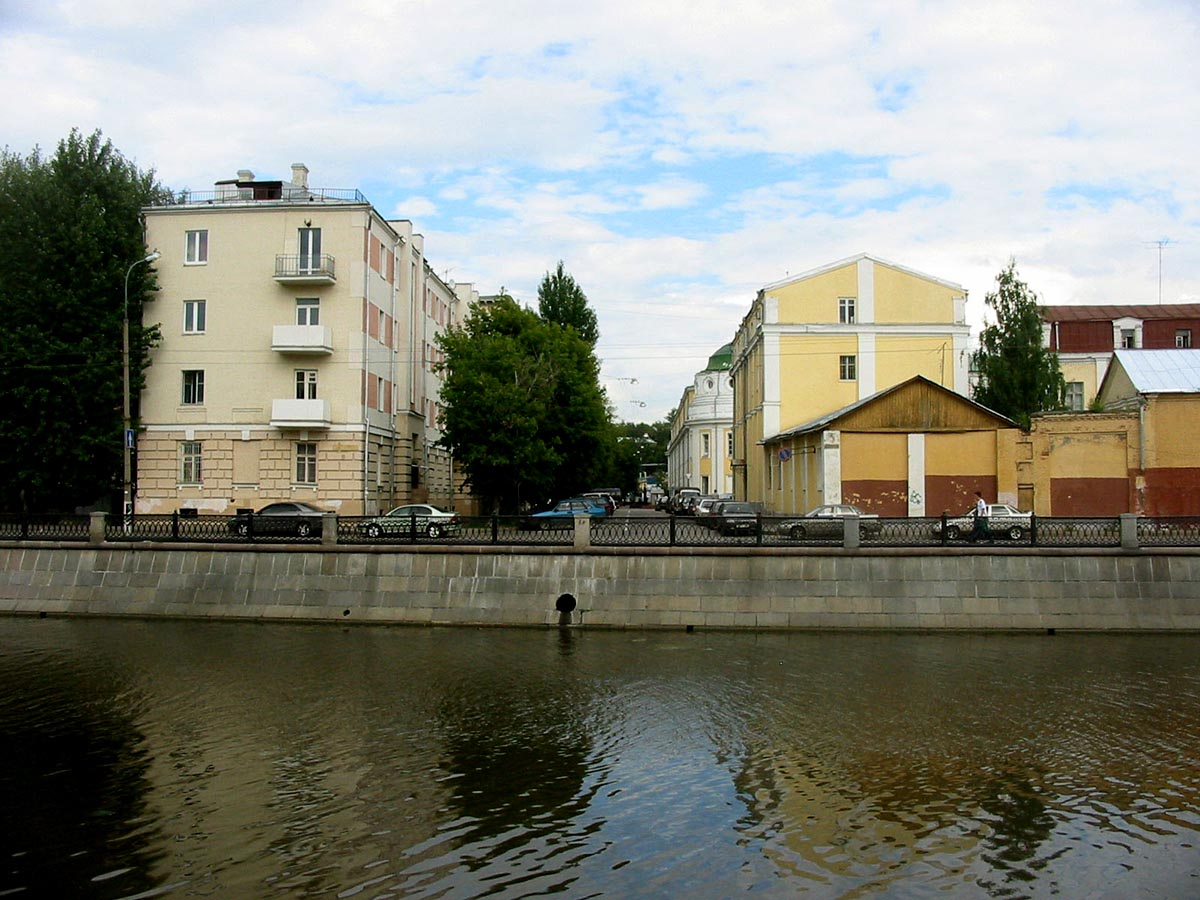
به سمت شمال، کوچه کومیساریا، دقیقاً در محل قدیمی پل کومیساریا. پلی امروزی با همین نام، در ۳۰۰ متری شمال غربی (چپ) قرار دارد.

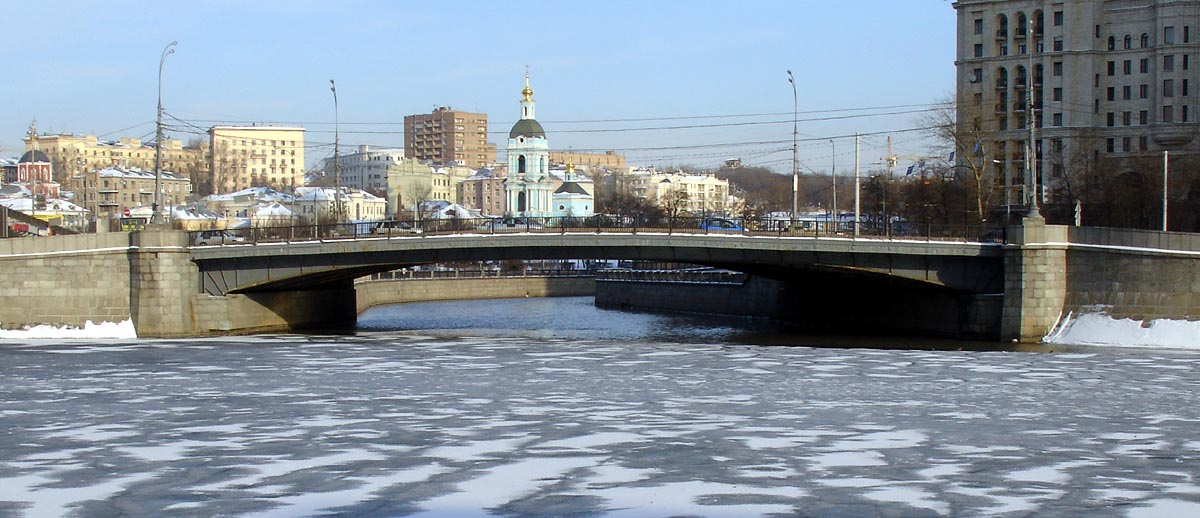
پل مالی اوستینسکی

اولین پل چوبی کمیساریاتسکی (Комиссариатский мост) بر روی کانال وودوتوودنی از دهه ۱۸۵۰ میلادی، در امتداد کوچه کمیساریاتسکی، وجود داشته است. این پل به نام کریگزکومیساریات جدید، یک انبار نظامی قلعه‌مانند (ساخته شده در ۱۷۷۸–۱۷۸۱) در همان نزدیکی نامگذاری شده است؛ هیچ ارتباطی با کمیساریای سرخ قرن بیستم ندارد.
پل موجود کومیساریاتسکی، مسیر پل بولشوی اوستینسکی را از طریق کانال وودوتوودنی به زاموسکورچیه، در ۳۰۰ متری شمال غربی محل قدیمی، ادامه می‌دهد. این پل در سال ۱۹۲۷ توسط بوریس تیاژلوف (با دهانه ۴۶ متر، عرض ۱۹٫۴ متر، از نوع قوسی بتنی کم‌عمق) ساخته شد. با این حال، تنها در سال ۱۹۶۰ به‌طور منظم (از جمله تراموا) مورد استفاده قرار گرفت.

## پل مالی اوستینسکی (۱۹۳۸)
درست روی دهانه یاوزا امتداد دارد و خاکریز مسکوورتسکایا را به سمت غرب تا خاکریز کوتلنیچسکایا ادامه می‌دهد. جایگزین پل فولادی قدیمی (۱۸۸۳) شد. در سال ۱۹۳۸ توسط ام.دی. گایورونسکی (مهندسی سازه) و آی.وی.تی. کاچنکو (طراحی معماری) ساخته شد. طول کلی ۶۴٫۴ متر، عرض ۴۰ متر (۸ لاین)، از نوع شبکه فولادی.

## پل آستاخوفسکی (یائوزسکی) (۱۹۴۰)
پل آستاخوفسکی (آستاخوفسکی) بر روی یاوزا در سال ۱۹۴۰ توسط گلبرودسکی (مهندسی سازه) و یوتکچنکو (طراحی معماری) در محل پل قدیمی یاوزسکی (۱۸۰۴)، ۲۵۰ متر بالاتر از دهانه یاوزا ساخته شد. طول کلی ۴۶٫۴ متر، عرض ۳۶ متر (۸ لاین)، از نوع شبکه بتنی.